# بارایگرام
بارایگرام (به لاتین: Baraigram) یک منطقهٔ مسکونی در بنگلادش است که در ناحیه ناتوره واقع شده‌است. بارایگرام ۲۹۹٫۶۱ کیلومتر مربع مساحت و ۲۳۰٬۴۸۰ نفر جمعیت دارد.